# Carl Heinrich Wilhelm Anthing

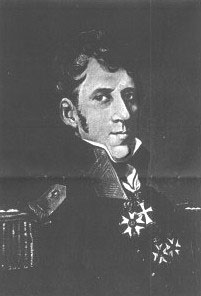
Portret Carl Heinrich Wilhelm Anthing

Carl Heinrich Wilhelm Anthing (Saxen-Gotha, 11 november 1766 – Den Haag, 7 februari 1823) was een Nederlands luitenant-generaal, commandant van het Koninklijk Nederlandsch-Indisch Leger.

## Familie
Anthing was de zoon van Johann Philip Anthing en Dorothea Amilia Schierschmidt. Hij trouwde in 1792 met Anna Maria Brascamp (1768-1802); daarna trouwde hij met Johanna Amalia Sophie von Lettow (1783-1848), wier zus getrouwd was met Johann Heinrich Traugott Vogel (1758-1807/1812).
Zijn zoon Johannes Philippus werd als militair zijn aide-de-camp en vervolgens zijn adjudant in Indië. Daarna vocht Johannes Philippus in Zeeland (landing van de Engelsen in 1809), in Rusland (1812), in de Zuidelijke Nederlanden en Frankrijk (1815) en tijdens de Tiendaagse Veldtocht (1831); hij trouwde met Charlotte Johanna Godliebe Liesching. 
Hun dochter Dorothea Amalia Jeanette (1791-1837) trouwde in Batavia op 3 maart 1817 met Jan David van Schelle (1782-1825), kapitein-ingenieur topograaf, kolonel generale staf O.I.L., gouverneur en militair commandant van Celebes. Zij kregen twee zonen: Pieter van Schelle (1818-1865) werd makelaar in granen in Rotterdam en trouwde in 1846 Margaretha de Leeuw Ruyssenaers (1821-1894) en kreeg met haar nageslacht; Karel Willem Hendrik van Schelle (1823-1881) bleef in Indië en werd raadsheer in het Hoog Gerechtshof en het Hoog Militair Gerechtshof; hij trouwde in 1879 Adriana Geertruida Webina Catharina Conrad (1826-1903), uit welk huwelijk geen kinderen werden geboren.
De twee zonen van Johann Heinrich Traugott Vogel (geboren 1758, vermist tijdens de napoleontische oorlogen tussen 1807 en 1812) - Wilhelm en Carl - kwamen samen naar hun oom Anthing op Batavia en hij voedde hen op als zijn pleegkinderen. In 1931 en 1933 namen nazaten van deze Vogel uit dankbaarheid jegens Anthing de naam Anthing Vogel aan. en

## Loopbaan
Anthing trad in 1782 als cadet in militaire dienst. In 1786 werd hij ingedeeld bij het regiment Saksen-Gotha. Na de capitulatie van de hertog kwam het regiment in dienst van de Republiek der Zeven Verenigde Nederlanden. Anthing doorstond met zijn troepen het beleg van Willemstad en daarna van Heusden, dat in 1793 aan Daendels werd overgegeven. In 1795 trad Anthing in dienst van de Bataafse Republiek en werd onder andere plaats-majoor van het garnizoen der Residentie. In 1799 nam hij met wisselend succes deel aan de veldtochten tegen de Engelsen en Russen in Noord-Holland. In de winter van 1800 vocht hij onder Dumonceau bij de Main. In 1810 werd Anthing benoemd tot gouverneur van Breda. Hij moest daar standhouden tegen maarschalk Oudinot, maar slaagde daar niet in en nam ontslag. Enige maanden later werd Nederland ingelijfd bij Frankrijk en nam Anthing dienst in het Franse leger. Hij maakte nog enkele veldslagen mee en werd in 1814 gewond.
Op 19 juni 1814 werd Anthing door Lodewijk XVIII van Frankrijk tot luitenant-generaal benoemd; op 6 augustus vroeg hij ontslag uit Franse dienst, hetgeen hem verleend werd. Dezelfde maand nog werd hij in het Nederlandse leger ingedeeld waarna hij voor het einde van het jaar commandant zou worden van het nieuw te vormen leger in Nederlands-Indië. Dit werd echter uitgesteld omdat de veldtochten tegen Napoleon nog niet ten einde waren.

## Indische Brigade
Groot-Brittannië had, nadat Holland door Frankrijk was ingelijfd, de Indische Archipel veroverd. Java viel als laatste in 1811. Na het herstel van de Nederlandse onafhankelijkheid, zegde Engeland toe de meeste koloniën terug te geven. Om het gezag aldaar weer over te nemen, werd een speciaal legeronderdeel opgericht. Het leger zou onder leiding komen te staan van commandant Anthing en zou bestaan uit een regiment Europese infanterie, bestaande uit twee bataljons, samen 1.646 man sterk, twee inlandse garnizoensbataljons, ieder 915 man sterk, en zes inlandse veldbataljons, elk 814 man sterk. Toen Napoleon van Elba ontsnapte was het eerst nodig een Anglo-Nederlands leger samen te stellen om hem te verslaan. Zo werd Anthings Indische Brigade hierbij betrokken. Met zijn Indische Brigade vocht hij in de Zuidelijke Nederlanden onder bevel van prins Frederik. Na de Slag bij Waterloo, waar zij niet actief werden, overmeesterden zij Le Quesnoy op 28 juni. Anthing verloor vier man en vervolgde zijn weg naar Valencijn en Condé, waar hij op 1 juli de Fransen verhinderde de dijken van de Westerschelde door te breken. Daarna ging de Indische Brigade terug naar Nederland om zich zo snel mogelijk naar Nederlands-Indië te begeven om het commando van de Engelsen over te nemen.
Op 29 oktober 1815 vertrok Anthing van de rede van Texel naar Nederlands-Indië met 600 man aan boord van het schip De Ruyter richting Batavia, vergezeld van de linieschepen Evertsen, Amsterdam, Braband, het fregat de Maria Reigersbergen, het korvet Iris en de brik Spion. De vloot stond onder commando van schout-bij-nacht A.A. Buyskes. Alleen al op De Ruyter overleden onderweg 48 personen. Anthing besloot half mei, tijdens een tussenstop in de Golf van Benkoelen, de tocht verder niet aan boord van De Ruyter voort te zetten. Hij kocht een schoener en nam zijn familie, enkele officieren en genoeg scheepsvolk mee. Ze landden bij Anyer op West-Java en gingen verder over land naar Batavia, waar ze op 10 juni aankwamen. Daar werden de troepen te Meester-Cornelis gelegerd. Op 19 augustus 1816 werd het bestuur door de Engelsen aan het Nederlandse gezag overgedragen en kon de Nederlandse driekleur worden gehesen. Anthing maakte een inspectiereis door Java en Madura en leverde op 23 oktober een rapport op over de staat van de forten. Hij bleef commandant tot 23 januari 1818 en werd opgevolgd door Godert van der Capellen. In 1819 kwam hij in Nederland terug en in 1820 ging hij met pensioen.
- Biografisch Portaal: 88430286
- Gemeinsame Normdatei: 138530149
- International Standard Name Identifier: 0000 0003 9299 098X
- Base Léonore: LH//41/80
- Nederlandse Thesaurus van Auteursnamen: 137123590
- Virtual International Authority File: 287166726
- WorldCat: E39PBJt3TXxVbgTJJfBWQqGT73